# Unión Demócrata Cristiana (España)
Unión Demócrata Cristiana (UDC) fue un partido político español fundado en 1975, por Jesús Barros de Lis, de ideología democristiana.

## Historia

### Antecedentes (1956-1975)
Nació como agrupación política clandestina opositora al franquismo en octubre de 1956. Estaba compuesta principalmente por estudiantes católicos, entre los que se encontraban Jesús Barros de Lis, Félix Pons, Gregorio Peces Barba, Pedro Altares, Manuel Barros de Lis, Oscar Alzaga y Mariano Aguilar, entre otros. En 1957, ofrecieron la presidencia del grupo a Manuel Giménez Fernández, exministro de Agricultura del gobierno republicano de la Confederación Española de Derechas Autónomas.
Entre 1960 y 1962 adoptó el nombre de Izquierda Demócrata Cristiana, a propuesta de Giménez Fernández. Ese último año participó en el IV Congreso del Movimiento Europeo en Munich –conocido peyorativamente como Contubernio de Munich–, junto a otros movimientos opositores al régimen, que trajo como consecuencia la detención y deportación de sus líderes y militantes, entre ellos Barros de Lis. Tras este episodio, recuperó su nombre de Unión Demócrata Cristiana.
En abril de 1966, se produjo un quiebre entre los sectores de centroderecha y de izquierda de la UDC, a consecuencia de intentos de diálogo de estos últimos con el Partido Comunista de España. El grupo siguió existiendo hasta 1970, cuando cesó en sus actividades sin disolverse formalmente.

### Partido político (1975-1979)
La UDC fue refundada como asociación política en julio de 1975, esta vez con Barros de Lis como coordinador general. El 12 de julio de 1976 anunció sus intenciones de convertirse en partido político, siendo inscrito en el Registro de Asociaciones Políticas el 2 de noviembre de ese año.
En septiembre de 1976 llevó a cabo conversaciones con Unión Democrática Española (UDE) y el Partido Popular para formar un partido democristiano de centro derecha, paralelo al Equipo Demócrata Cristiano del Estado Español, las cuales fracasaron. Fue uno de los primeros grupos políticos en llamar a votar favorablemente en el referéndum sobre la Ley para la Reforma Política.
En enero de 1977, la UDC fue parte de las colectividades fundadoras de la coalición Centro Democrático, que posteriormente derivaría en Unión de Centro Democrático (UCD). El 29 de marzo de 1977 rechazó participar en la fusión entre la UDE y el Partido Popular Demócrata Cristiano que dio origen al Partido Demócrata Cristiano, aunque declaró seguir integrada en UCD. Concurrió en solitario a las elecciones generales que tuvieron lugar ese año, sin obtener diputados ni senadores. Rechazó definitivamente unirse a UCD el 23 de diciembre de 1977.
Luego del fracaso electoral, formó en febrero de 1978 el partido Democracia Cristiana con la Federación de la Democracia Cristiana de José María Gil Robles y Quiñones y otros partidos regionales de corte democristiano, de efímera duración. Sin embargo, no participó en la asamblea federal del partido celebrada al mes siguiente.
En enero de 1979, se fusionó con otros partidos de derechas en la Derecha Democrática Española.